# Movimento pelo Doente
O Movimento pelo Doente (MD) é um antigo partido político de Portugal, inscrito oficialmente em 23 de Abril de 2002 no Tribunal Constitucional, que concorreu às eleições europeias em 2004.
Propunha-se promover e defender a Justiça, a Paz, a Solidariedade, os Direitos do Homem e as liberdades fundamentais em geral, e, em particular, os direitos sociais decorrentes do direito à protecção da saúde do cidadão português, onde quer que se encontre.
Em 17 de janeiro de 2007 foi aceite pelo Tribunal Constitucional a sua dissolução, prevendo-se a sua conversão em associação sem fins lucrativos.